# ヒルディブランドの挽歌
ヒルディブランドの挽歌（ドイツ語: Hildibrands Sterbelied）は、『勇士殺しのアースムンドのサガ』の一部。このサガは全10章からなるが、そのうち9章目にある韻文。しばしば古エッダの一つに数えられる。
ヒルディブランドは祖父のかたきのスウェーデン王を殺した。王の娘の婚約者がアースムンドで、王の仇討ちを約束した。ところが実は彼はヒルディブランドの異母兄だった。2人は戦い、ヒルディブランドが倒れた。その死のまぎわに歌う6節の短い歌。
1節目は「兄弟殺しに生れついた者がどうなるか、予想するのはすこぶる難事だ。ダンメルクでドロットがあなたを生み、スヴィジオーズでわたしを生んだのだ。」（谷口幸男訳）

## 類似伝承
- 9世紀の『ヒルデブラントの歌』が知られている最古の類似伝承。ヒルデブラントはテオドリック王の功臣。生き別れの息子ハドゥブランドに会い、自分が父だと自己紹介したら、ハドゥブランドは死んだ父の名をかたる偽者と誤解し、2人が戦う。結末は失われて不明。
- 『デンマーク人の事績』第7では騎士ヒルディゲル (Hildiger) が弟ハルダン (Halfdan) と戦って死ぬ。その直前に兄だと打ち明ける。
- 『シズレクのサガ』ではシズレク（テオドリック王）の功臣ヒルデブランドは、その子アリブランド (Alibrand) と戦う。腕試しであって殺し合いにはならない。
- 『ニーベルンゲンの歌』のテオドリック王の功臣ヒルデブラントは、最後にクリームヒルトを殺すが、肉親殺しのエピソードはない。